# Giorgi Kvinitadze

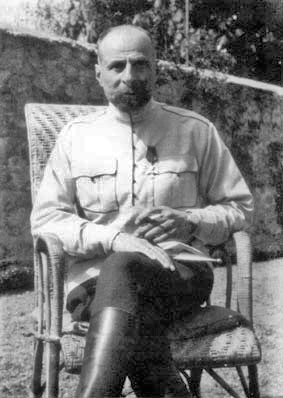
Giorgi Kvinitadze

Giorgi Kvinitadze (Georgisch: გიორგი კვინიტაძე) (Tbilisi of Dagestan, 21 augustus 1874 - Chatou, 7 augustus 1970) was een Georgisch militair commandant.
Kvinitadze begon zijn militaire carrière als officier in het keizerlijke Russische leger en bracht het later tot opperbevelhebber van de Democratische Republiek Georgië. In 1921 vocht hij als zodanig tegen het Rode leger. In 1922 emigreerde hij naar Frankrijk. Hij werd bekend door zijn in datzelfde jaar in het Russisch geschreven memoires over de periode 1917–1921: Moj vospominanija v gody nesavisimosti 1917-1921 (Mijn herinneringen aan de jaren van de onafhankelijkheid van Georgië, 1917-1922). In 2013 werd Kvinitadze tot Nationale Held verklaard.